# Площадь Святого Марка

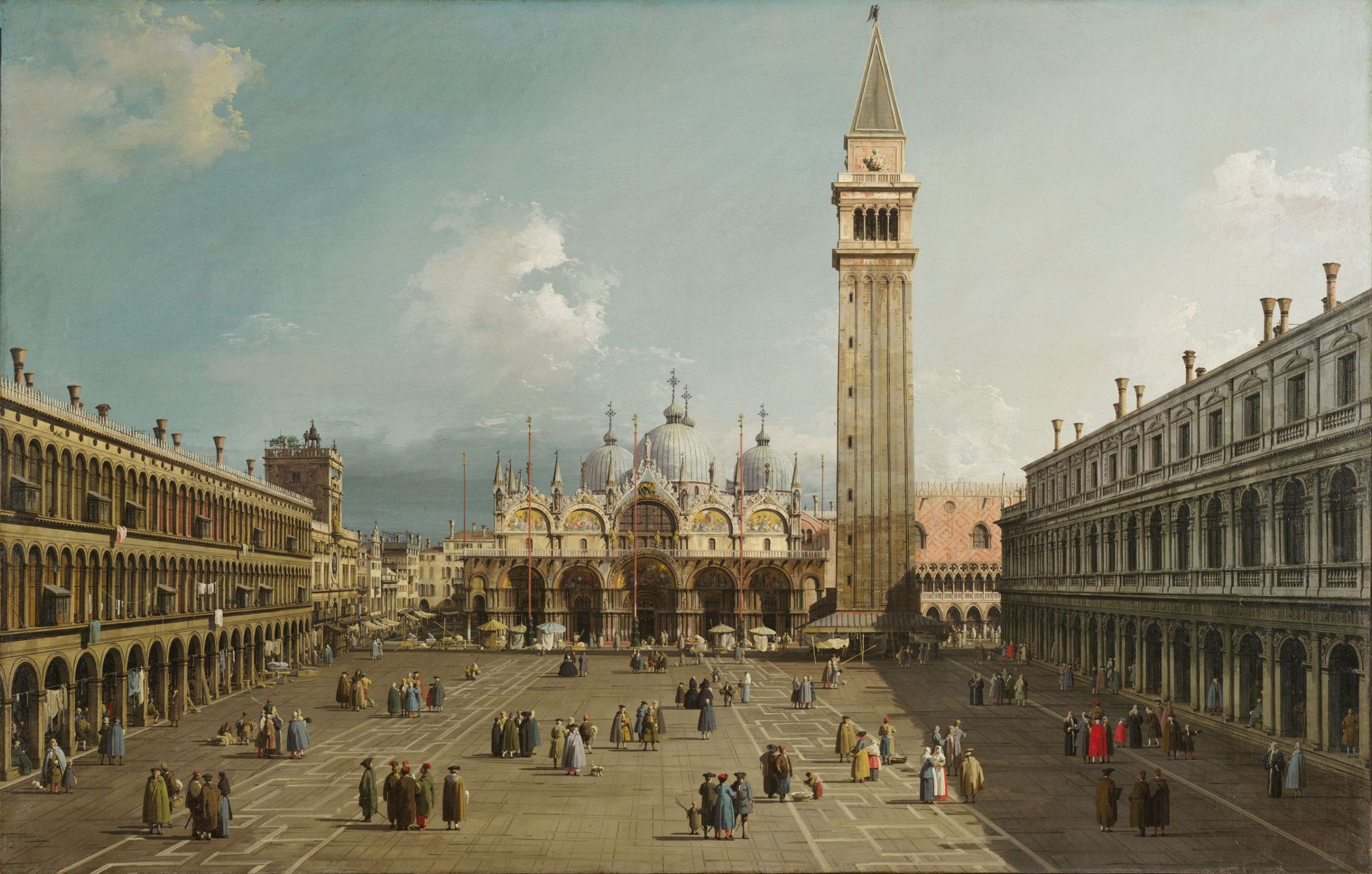
Каналетто. Площадь святого Марка. 1730. Площадь выглядит так же, как и в наши дни.

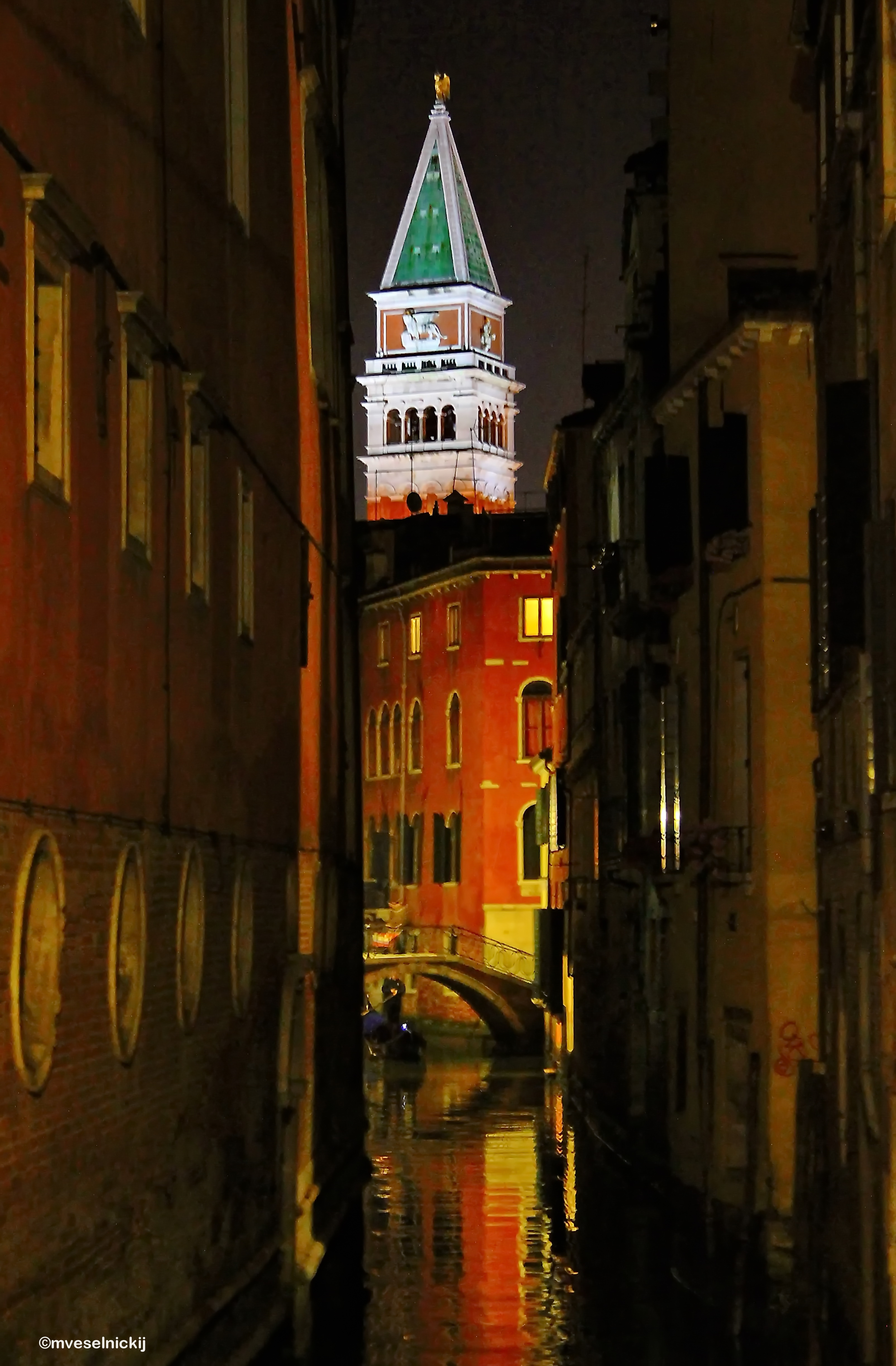

Площадь Святого Марка (итал. Piazza San Marco) — главная городская площадь Венеции, Италия.

## История

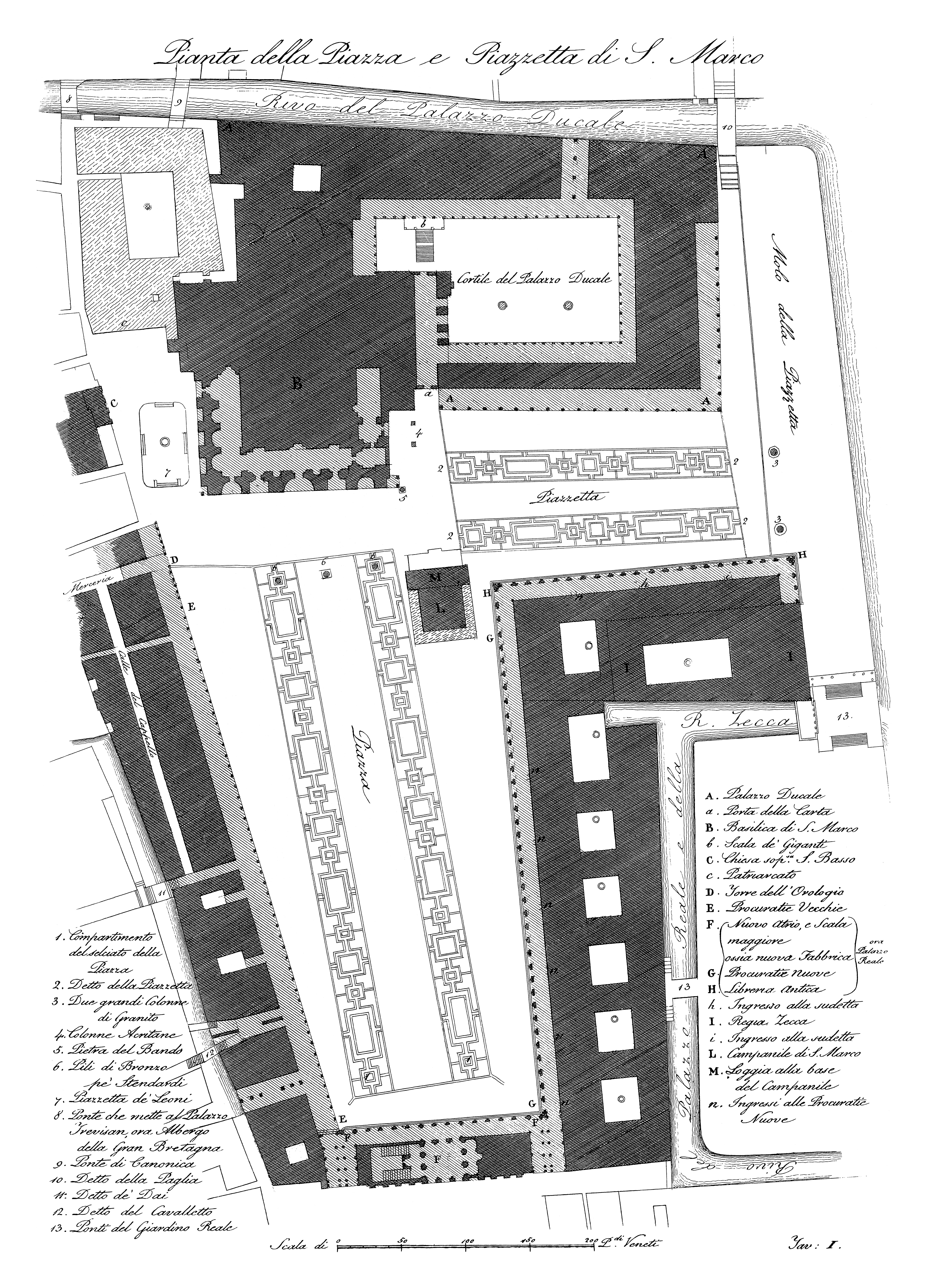
План площади 1831 года

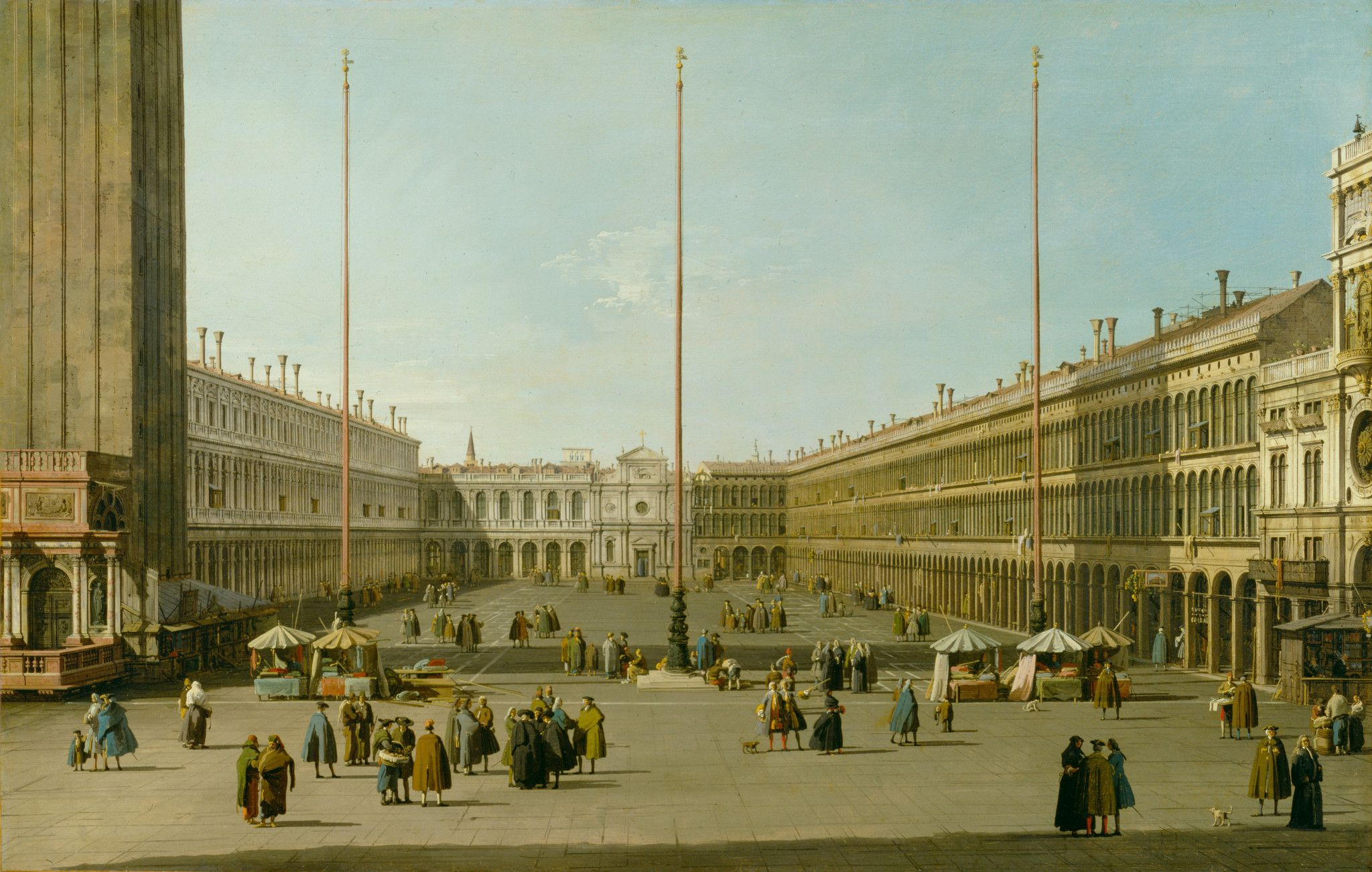
Площадь Св. Марка к середине XVIII века.

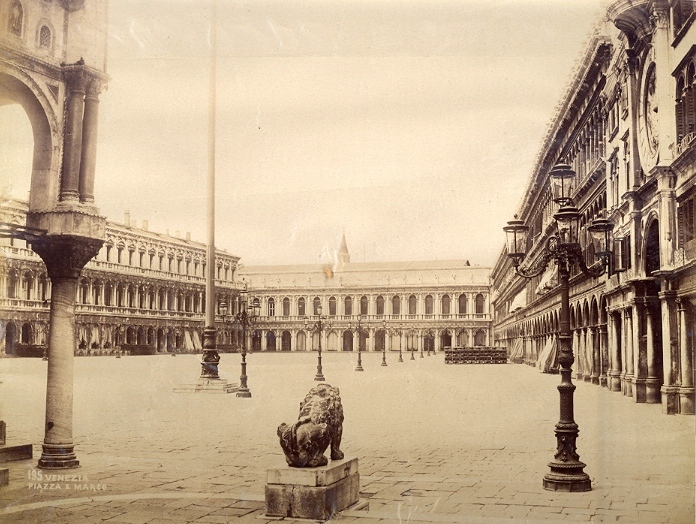
Площадь Св. Марка в 1860—1870-е года.

Площадь образовалась в IX веке как небольшое пространство перед собором Святого Марка.
В 1063 году было начато строительство на площади современной базилики Св. Марка; освящение храма состоялось в 1094 году, после этого он ещё долго доделывался и украшался. В 1125 году после победы над царём Тиром две огромные колонны были доставлены морем в Венецию и через некоторое время установлены на площадке у набережной — ныне они известны как Колонны Святого Марка и Святого Теодора. Между ними в средние века казнили преступников.
В 1177 году по случаю встречи Фридриха Барбароссы и папы Александра III площадь была расширена до своих нынешних размеров. Именно на этой площади традиционно проходили основные городские празднества, включая венецианский карнавал.
В XIV веке вместо старого был построен новый дворец дожей (правителей Венеции), с некоторыми изменениями сохранившийся до наших дней.
В самом конце XIV века на северной стороне была устроена башенка часами и колоколом, известная как Торре-делл’Оролоджо.
К 1514 году была построена на площади колокольня (кампанила) церкви Св. Марка.
В начале XVI века на северной стороне площади строят здание «Старые Прокурации», а на южной стороне в 1586 году построили здание «Новые Прокурации».
В конце XVII века русский путешественник П. А. Толстой записал в своём дневнике:

На той же площади по вся дни поутру и ввечеру сходятся венецыяне, шляхта и чесные люди, и ходят по той площади, гуляют и о всяких делех друг з другом говорят. И розделена та площадь, которая блиско моря, на три части: подле княжескаго двора — тут ходят шляхта и честные всякие люди венецыяне поутру, для того что полаты дому венецкаго князя от востоку от солнца тое площадь застеняют; а против того, на другой стороне, подле полат прокураторских — тут ходят те ж венецыяне честные люди ввечеру, для того что при захождениа солнца прокураторские полаты тое площадь застеняют; а между тех двух частей, тое площади срединою, ходят все невозбранно, всяких народов люди.
На средней части тое площади сидят острологи, мужеска и женска полу, на подмосках высоко в креслах з жестеными долгими трубами; и кто похочет чего ведать от тех острологов, те им дают ине по сколку денег, и острологи через те трубы шепчут приходящим в ухо. На той же площади многие бывают по вся дни забавы: куклы выпускают, сабаки учёные пляшут, также обезьяны пляшут; а иные люди бандерами, то есть знаменами, играют; иные блюдами медными играют на одной палке зело изрядно и штучно: высоко мечет то блюдо палкою вверх, и сверху паки упадает то блюдо на тое ж палку; и иные люди огонь едят; иные люди каменья немалые глотают и иные всякие многие щтуки делают для забавы народу.

В 1797 году Наполеон захватил Венецию, низложил последнего местного дожа, снял с колонны Св. Марка и отправил в Париж символ города — льва Св. Марка; впоследствии по решению Венского конгресса его вернули Венеции и установили на место (при перевозке разбив, что потребовало реставрацию). Также при Наполеоне в 1807 году была закрыта и уничтожена церковь Сан-Джеминиано, встроенная в здание в западной части площади (видна на картине XVIII века).
В 1902 году кампанила (колокольня) собора Св. Марка полностью обрушилась, восстановлена к 1912 году.

## Здания

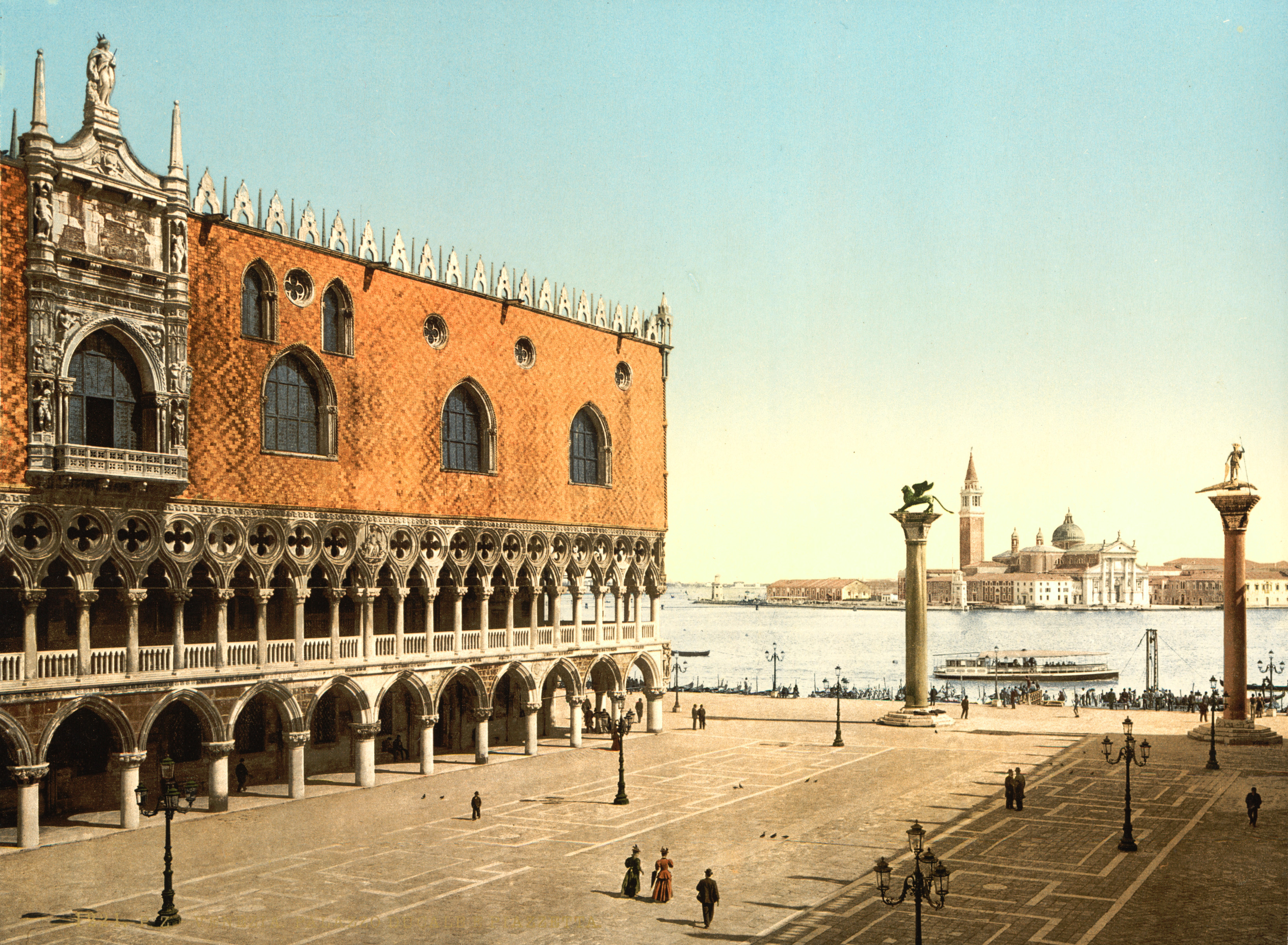
Дворец дожей и Пьяццетта с колоннами. 1890-е годы

Площадь Сан-Марко представляет собой сложный архитектурно-пространственный ансамбль, доминантой которого является Кампанила (колокольня) базилики Святого Марка с лоджеттой, которая выходит фасадом на примыкающую к площади Святого Марка с юго-восточной стороны Пьяццетту (Малую площадь). На Пьяццетте находятся Дворец дожей, на набережной Пьяццетты: Колонны Святого Марка и Святого Теодора. На площади Сан-Марко:
- Собор Святого Марка с восточной стороны площади
- Часовая башня Святого Марка
- Старые Прокурации[англ.]. на северной стороне площади
- Новые Прокурации на южной стороне, где находятся Национальный археологический музей Венеции, на первом этаже несколько кафе, в том числе и знаменитое кафе «Флориан».
- Новейшие Прокурации (Procuratie Nuovissime), или Крыло Наполеона, здание, замыкающее площадь с западной стороны, в котором располагается Музей Коррер

## Мостовая
В конце XIII века площадь была вымощена кирпичами «в ёлку». При этом полосы светлого камня укладывались параллельно длинной оси площади. Эти линии, вероятно, использовались как маркеры при организации частых церемониальных процессий. Эта оригинального вида мостовая запечатлена на полотнах Средневековья и Ренессанса, например на Процессии на Площади Святого Марка Архивная копия от 1 января 2022 на Wayback Machine работы Джентиле Беллини 1496 года. 
Затопления
Мостовую площади периодически затопляют сильные приливы, так называемые Acqua alta.

## Голуби

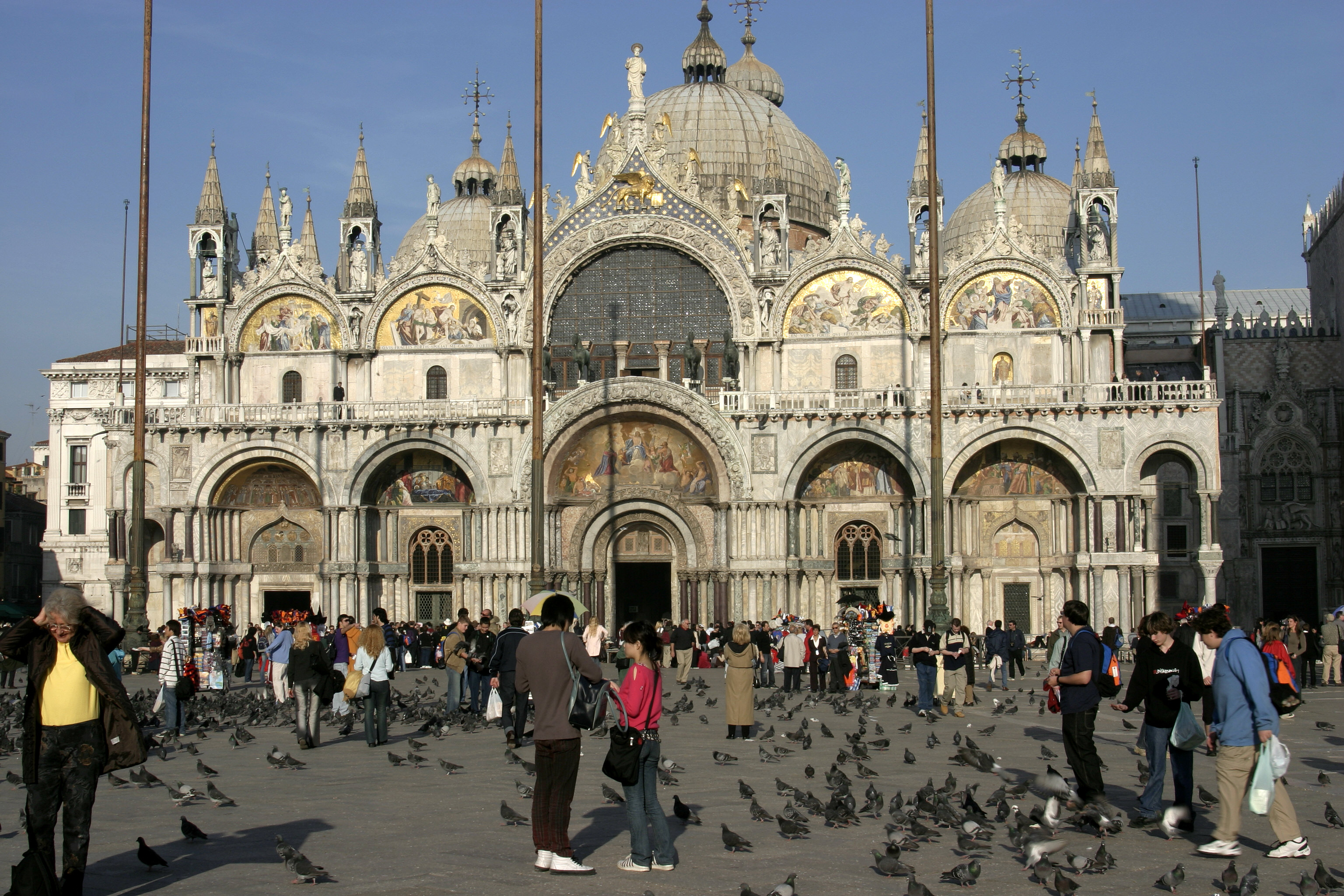
Венеция. Голуби перед собором Св. Марка. 2004 год

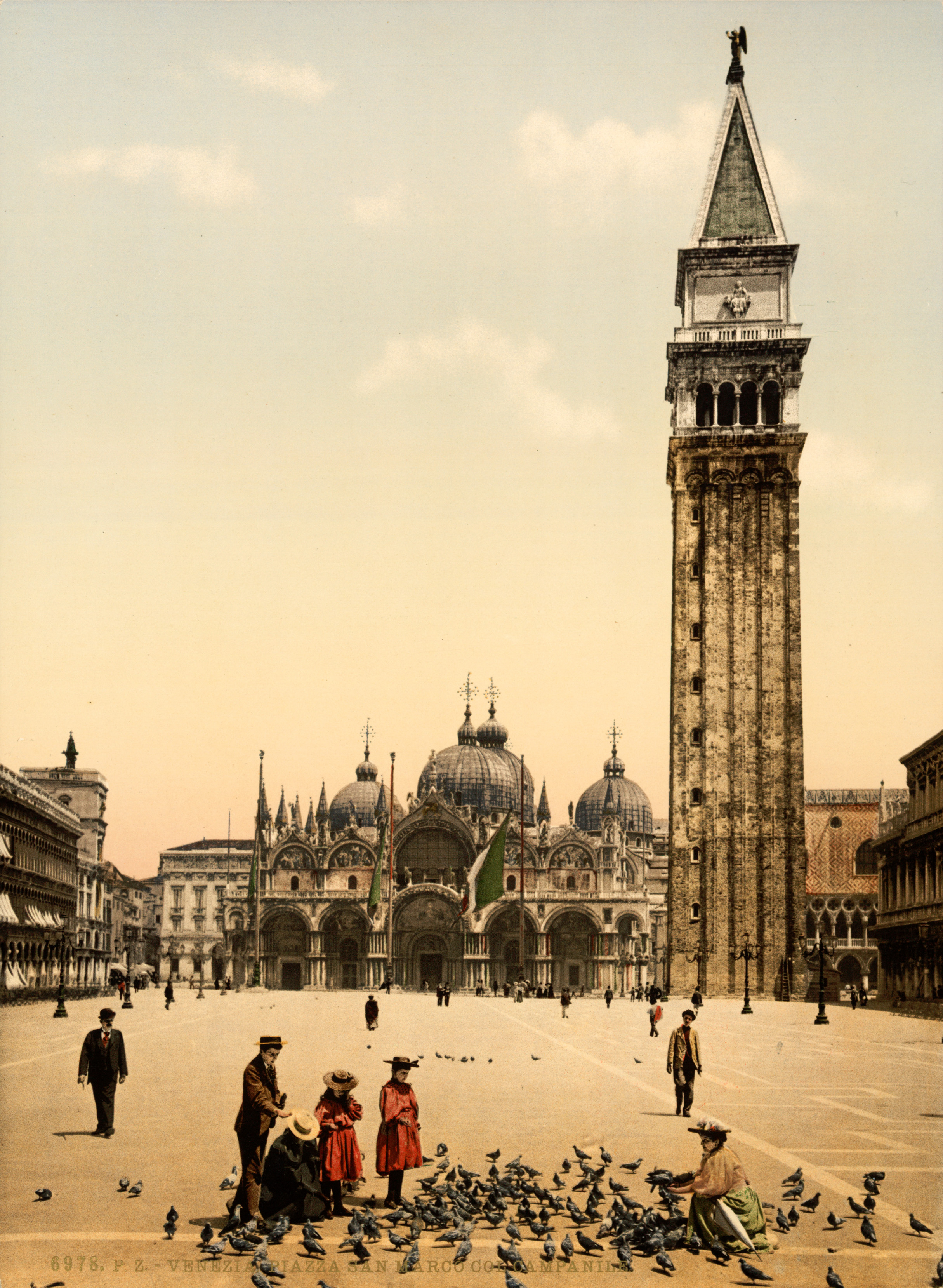
Голуби на площади Св. Марка. Фотография 1890-х годов

Бесчисленное количество голубей, разгуливающих по площади, стали неотъемлемой частью городского пейзажа. Существует легенда, повествующая о появлении голубей на Сан Марко:

В Венеции существовала традиция подносить дожу раз в год дары от каждого района города и религиозных братств. Обычно это были продукты питания — фрукты, сладости, дичь и тому подобное. Однажды, в год завершения строительства базилики Сан Марко, среди даров была обнаружена клетка с двумя голубями. Птиц выпустили из клетки и они вылетели наружу и уселись на арке фасада только что освященной базилики. Это было истолковано как очередное чудо святого Марка, который таким образом дал знать, что желает, чтобы голуби стали священными птицами, которым покровительствует сам святой. Дож подписал декрет, по которому Сиятельнейшая обязалась кормить за свой счёт эту пару голубей и всё их потомство... этот декрет впоследствии подтверждался Сенатом, даже когда птиц стало слишком много.

Лишь в декабре 2008 года, в разгар эпидемии птичьего гриппа, городскими властями было принято решение запретить продажу на площади Сан Марко корма для голубей.